# أولاد زبير (بني زرنتل الشرقية)
أولاد زبير هو دُوَّار يقع بجماعة بني زرنتل، إقليم خريبكة، جهة بني ملال خنيفرة في المملكة المغربية. ينتمي الدوّار لمشيخة بني زرنتل الشرقية التي تضم 3 دواوير. يقدر عدد سكانه بـ 642 نسمة حسب الإحصاء الرسمي للسكان والسكنى لسنة 2004.

## روابط خارجية
- البوابة الوطنية للجماعات الترابية
- المندوبية السامية للتخطيط